# 上關町
上關町（日语：／ Kaminoseki chō */?）是位於山口縣東南部的一町。轄區包括室津半島最前端以及周邊的長島、祝島、八島等島嶼，主要市區位於半島上的室津地區，並有上關大橋可連結長島。
過去在江戶時代日本政府針對從瀨戶內海西側進入日本的船隻分別設置的三個關口進行檢查，分別為「上關」、「中關」（現在的防府市三田尻中關港）和「下關」（位於現在的下關市下關港），其中的上關就位於此，因此成為現今的地名。
中國電力目前正於轄區內的長島最西端的田之浦興建上關核能發電廠，造成町內過去多年來贊成派與反對派的對抗，不過由於在町長選舉以及町議員選舉上，始終是贊成派占多數，因此核能發電廠的興建工程仍在進行中。

## 歷史

### 年表
- 1889年4月1日：實施町村制，現在的轄區在當時分屬：熊毛郡上關村和室津村。
- 1958年2月1日：上關村和室津村合併為上關町。

### 變遷表
| 1889年4月1日 | 1889年 - 1926年 | 1926年 - 1954年 | 1955年 - 1989年           | 1989年 - 現在             | 現在                      |
| ------------ | --------------- | --------------- | ------------------------- | ------------------------- | ------------------------- |
| 上關村       | 上關村          | 上關村          | 1958年2月1日 合併為上關町 | 1958年2月1日 合併為上關町 | 1958年2月1日 合併為上關町 |
| 室津村       |                 |                 | 1958年2月1日 合併為上關町 | 1958年2月1日 合併為上關町 | 1958年2月1日 合併為上關町 |

## 交通
轄區內無鐵路通過，最近的鐵路車站為約20公里外的西日本鐵道山陽本線柳井車站。

### 海上航線
- 祝島航路（柳井港～室津～上關～祝島）
- 八島航路（室津～古浦～八島）

## 本地出身之名人
- 原田大二郎：藝人
- 大田正一：大日本帝國海軍之軍人，MXY-7櫻花特別攻擊機之開發者。

## 外部連結
- （日語） 上關町商工會